# Райкова, Екатерина Викторовна
Екатерина Викторовна Райкова — советская учёная-биолог, лауреат премии имени А. О. Ковалевского (1988).
В 1954 году — окончила Ленинградский университет по специальности «зоология».
По окончании ВУЗа поступила в аспирантуру Всесоюзного НИИ озерного и речного рыбного хозяйства (ВНИОРХ, сейчас ГосНИОРХ) в лабораторию болезней рыб (руководитель — член-корреспондент АН СССР В. А. Догель).
В 1957 году — окончила аспирантуру, а в 1958 году — принята на работу в Институт цитологии АН СССР в лабораторию «морфология клетки», руководитель — И. И. Соколов.
В 1987 году — защитила докторскую диссертацию, тема: «Цитологическое исследование внутриклеточного паразита ооцитов осетровых рыб Polypodium hydriforme (Coelenterata) и вызываемых им нарушений оогенеза».
Неоднократно докладывала результаты своих работ на международных конгрессах, конференциях, симпозиумах.
Её работы и их результаты включены в учебные пособия и монографии отечественных и иностранных учёных.

## Награды
- Премия имени А. О. Ковалевского (1988) — за серию работ «Цитологическое исследование внутриклеточного паразита ооцитов осетровых рыб Polypodium hydriforme (Coelenterata) и вызываемых ими нарушений онтогенеза»